# منزل بهنام
منزل بهنام (بالفارسية: خانه بهنام) هو منزل تاريخي يعود إلى عصر الدولة الزندية والقاجاريون، ويقع في تبريز.